# Alcatraz (serie televisiva)
Alcatraz è una serie televisiva statunitense trasmessa dal 16 gennaio 2012 sul network FOX.
Non avendo ottenuto successo di pubblico, il 9 maggio 2012 la rete ha annunciato di non voler rinnovare la serie per una seconda stagione.

## Trama
(Introduzione agli episodi della serie nella versione originale e italiana)
Rebecca Madsen è una detective del San Francisco Police Department che sta indagando su un atroce caso d'omicidio, quando si ritrova con un'impronta appartenente a Jack Sylvane, un criminale che era rinchiuso nella vecchia prigione di Alcatraz e che era dato per morto da decenni. Quando tenta di approfondire il mistero, l'agente federale Emerson Hauser tenta inizialmente di ostacolarla, per poi affiancarla nelle indagini con il suo fidato tecnico di laboratorio Lucy. Rebecca, che nel frattempo si era rivolta all'esperto della prigione Diego Soto, scopre che non solo Sylvane è ancora vivo, ma non è invecchiato di un giorno dai tempi in cui era rinchiuso ed è tornato a seminare vittime. Inoltre, presto la detective Madsen si renderà conto che Sylvane è solo una piccola parte di un mistero molto più grande: altri prigionieri stanno infatti per riapparire dal passato.

## Episodi
| Stagione       | Episodi | Prima TV USA | Prima TV Italia |
| -------------- | ------- | ------------ | --------------- |
| Prima stagione | 13      | 2012         | 2012            |

## Personaggi e interpreti
- Rebecca Madsen, interpretata da Sarah Jones.
È una detective del dipartimento di polizia di San Francisco. Durante un'indagine su un caso d'omicidio, si imbatte in un'impronta di un criminale dato per morto da decenni, che era rinchiuso nel penitenziario di Alcatraz ma sembra sia inspiegabilmente riapparso nel presente. Quindi cerca di far luce sul mistero.
- Dr. Diego Soto, interpretato da Jorge Garcia.
È un esperto della prigione di Alcatraz, sulla quale ha scritto quattro libri, e gestisce un negozio di fumetti. Aiuta Rebecca nelle indagini sui detenuti inspiegabilmente ricomparsi dopo quasi 50 anni.
- Emerson Hauser, interpretato da Sam Neill.
È un agente federale a capo di una task force che dà la caccia ai detenuti di Alcatraz. Sotto la sua guida si aggiungono Rebecca e il dottor Soto nel tentativo di far luce sul mistero.
- Lucille Banerjee, interpretata da Parminder Nagra.
Lavora nella task force di Hauser. Nel 1960 si trova ad Alcatraz in qualità di esperta psicologa ed è conosciuta come dottoressa Sengupta. Viene ferita da un colpo di fucile da uno dei detenuti riapparsi nel presente e finisce in coma.
- Edwin James, interpretato da Jonny Coyne.
Era il direttore di Alcatraz.
- Elijah Bailey "E.B." Tiller, interpretato da Jason Butler Harner.
Era il vice direttore di Alcatraz, braccio destro del direttore.
- Ray Archer, interpretato da Robert Forster (da anziano) e Robbie Amell (da giovane).
È lo zio di Rebecca, l'ha cresciuta dopo la morte dei genitori. Il suo vero nome è Ray Madsen, nel 1960 l'ha cambiato per poter diventare una guardia carceraria di Alcatraz e stare vicino al fratello Tommy, detenuto proprio in quella prigione; nel presente, poliziotto in pensione, gestisce un bar.
- Thomas "Tommy" Madsen, interpretato da David Hoflin.
Uno dei detenuti ritornati da Alcatraz, è stato incarcerato nel 1957 per aver ucciso la moglie. È il fratello di Ray nonché nonno di Rebecca. Durante un inseguimento ha ucciso il partner di Rebecca.

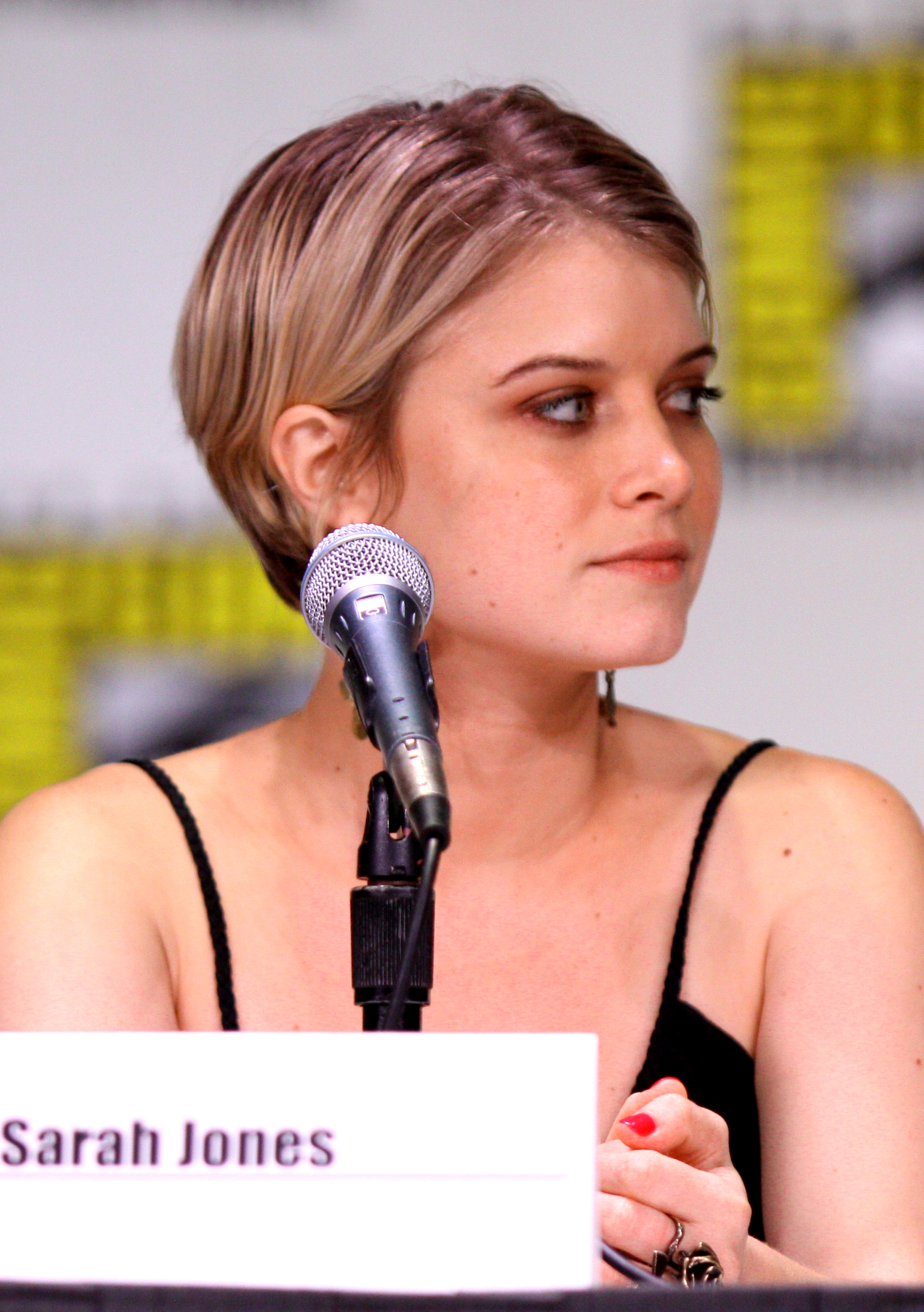
Sarah Jones interpreta Rebecca Madsen
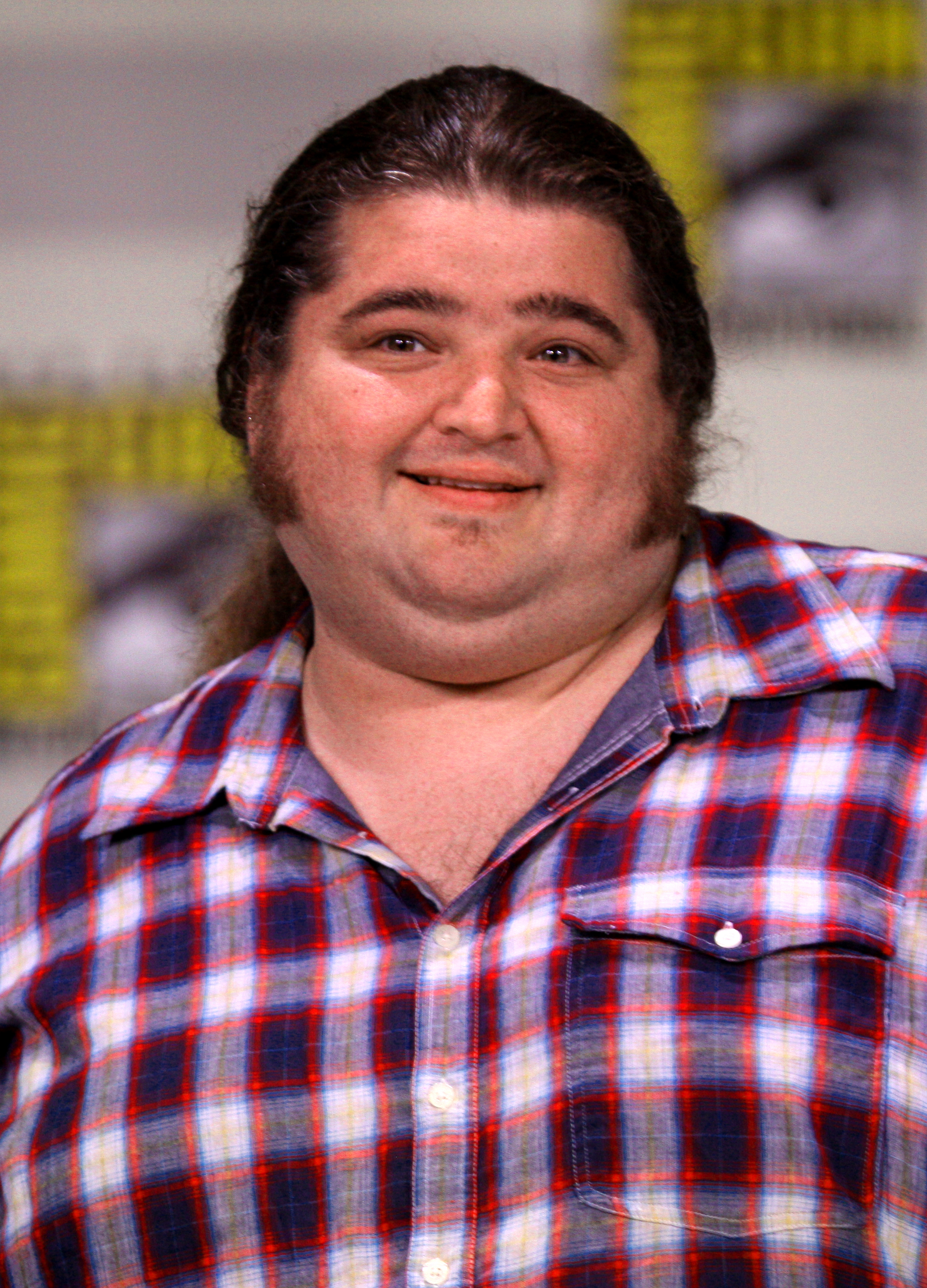
Jorge Garcia interpreta il dr. Diego Soto
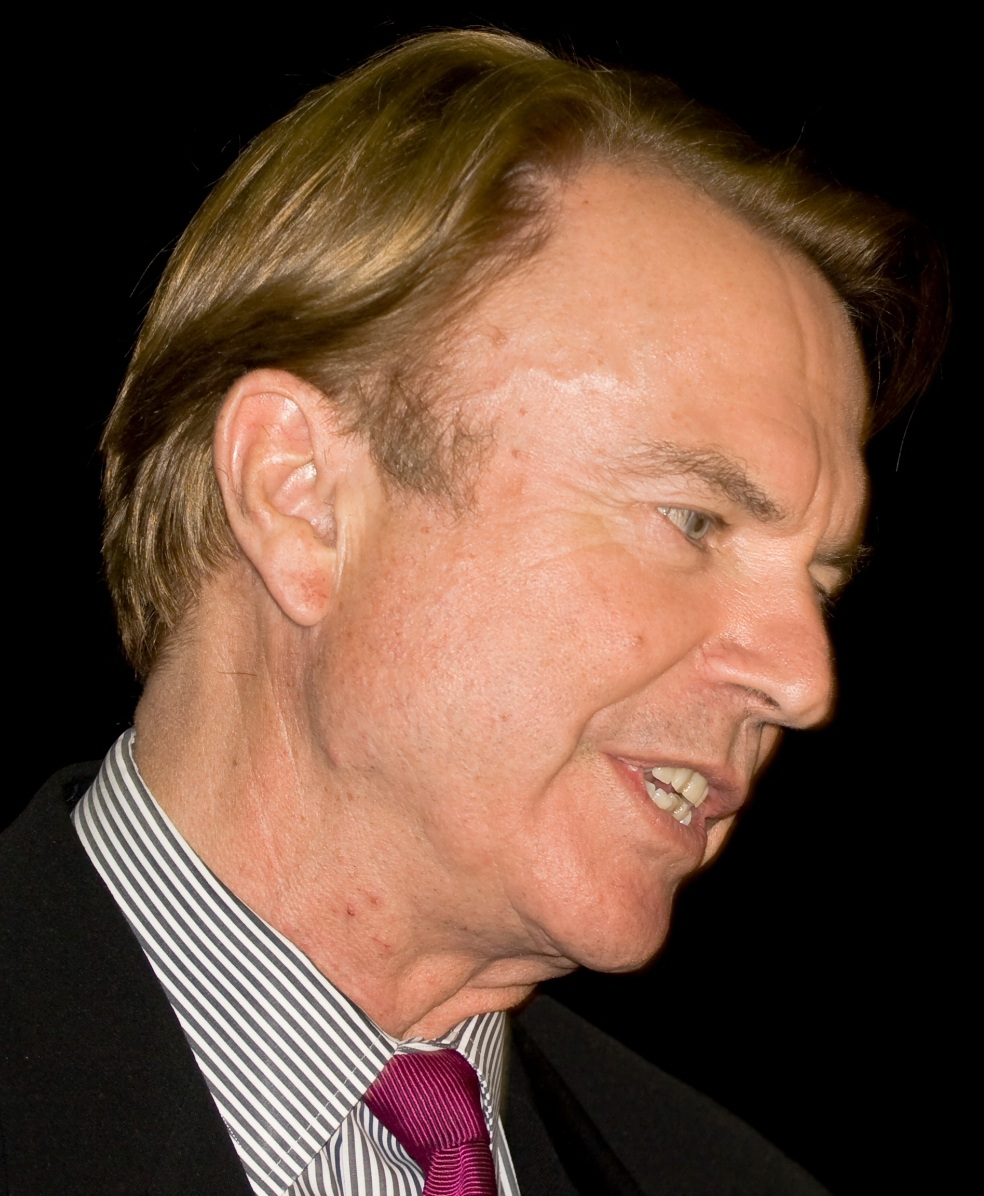
Sam Neill interpreta Emerson Hauser
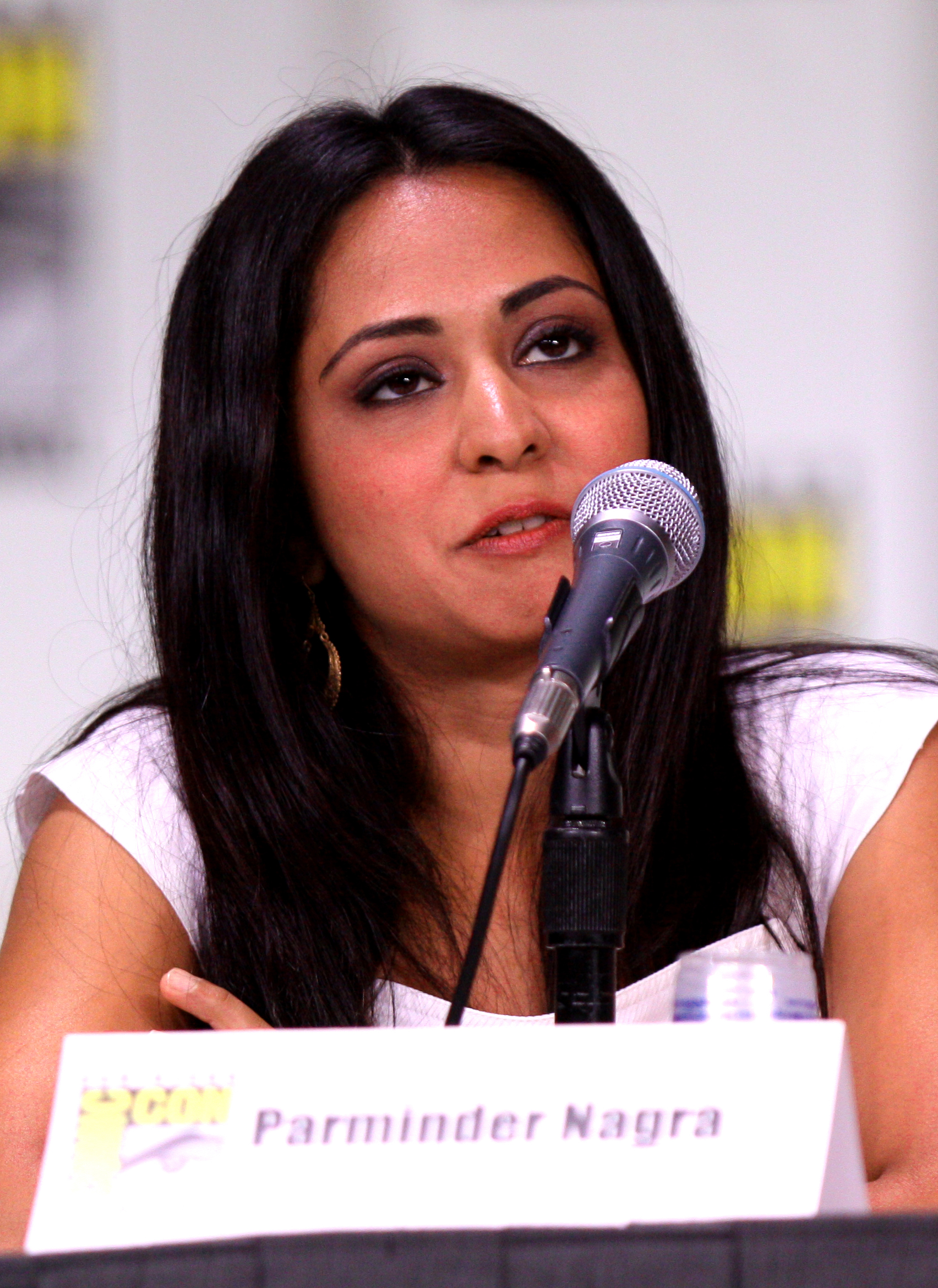
Parminder Nagra interpreta Lucy Banerjee
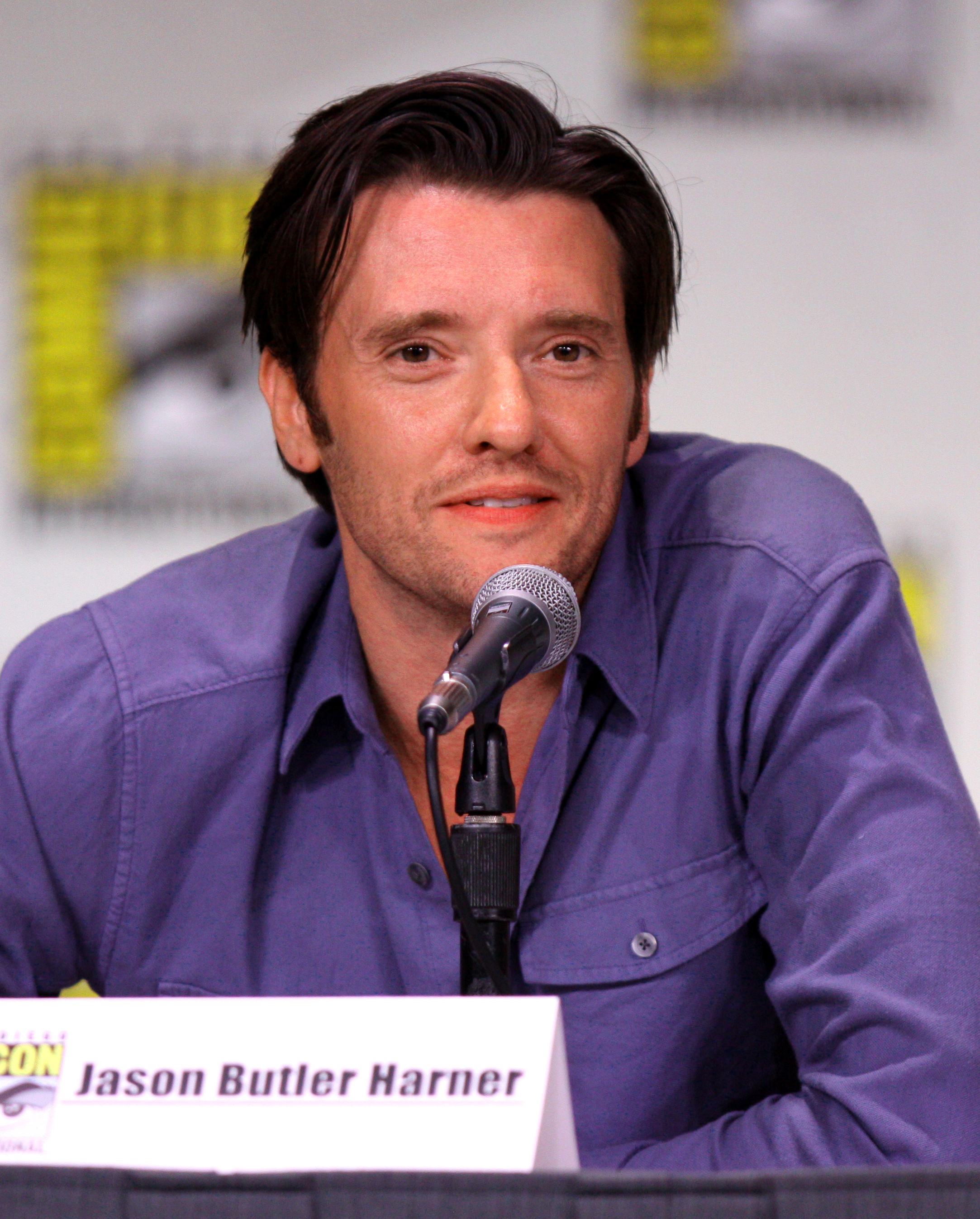
Jason Butler Harner interpreta E.B. Tiller
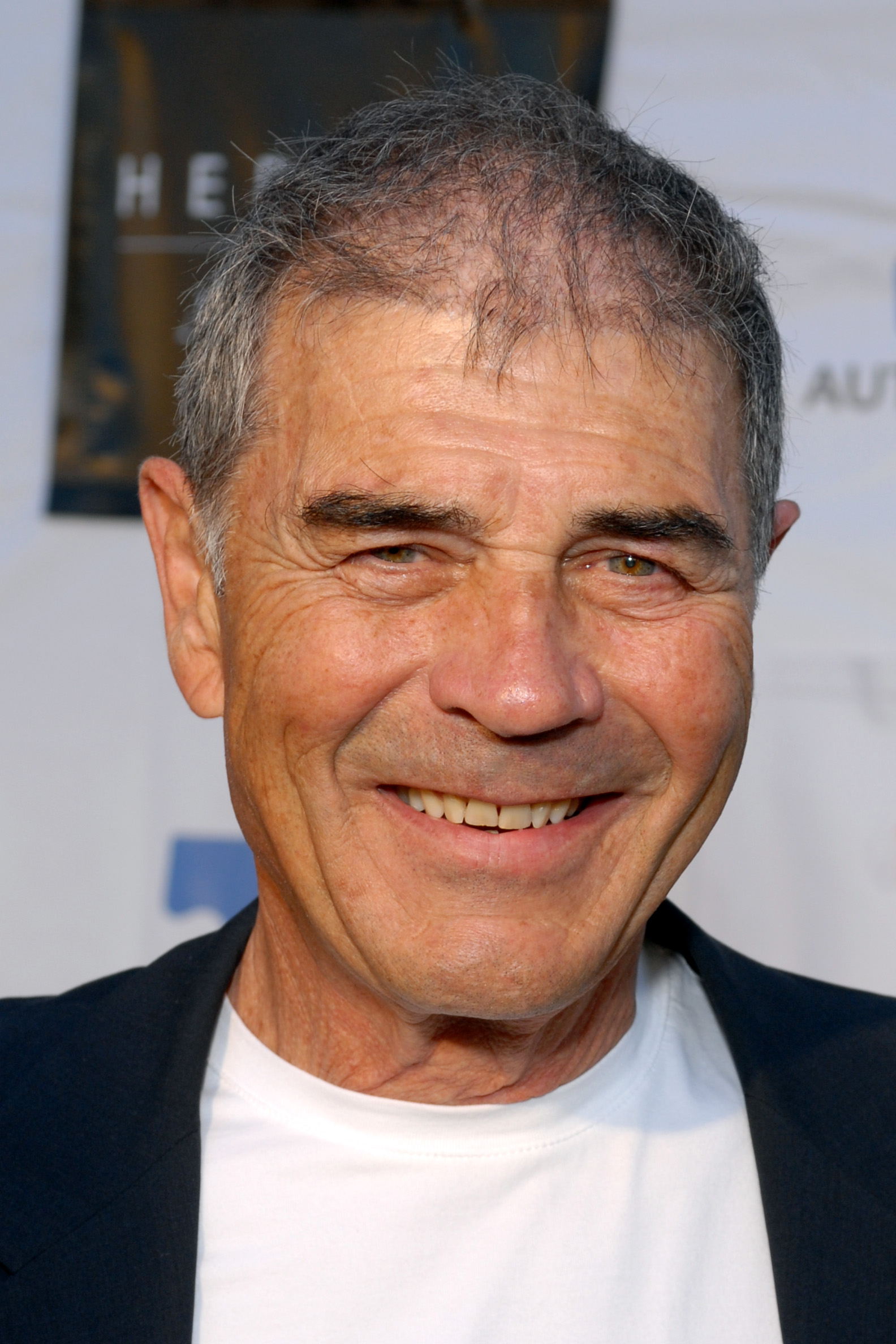
Robert Forster interpreta Ray Archer

## Produzione

### Concezione

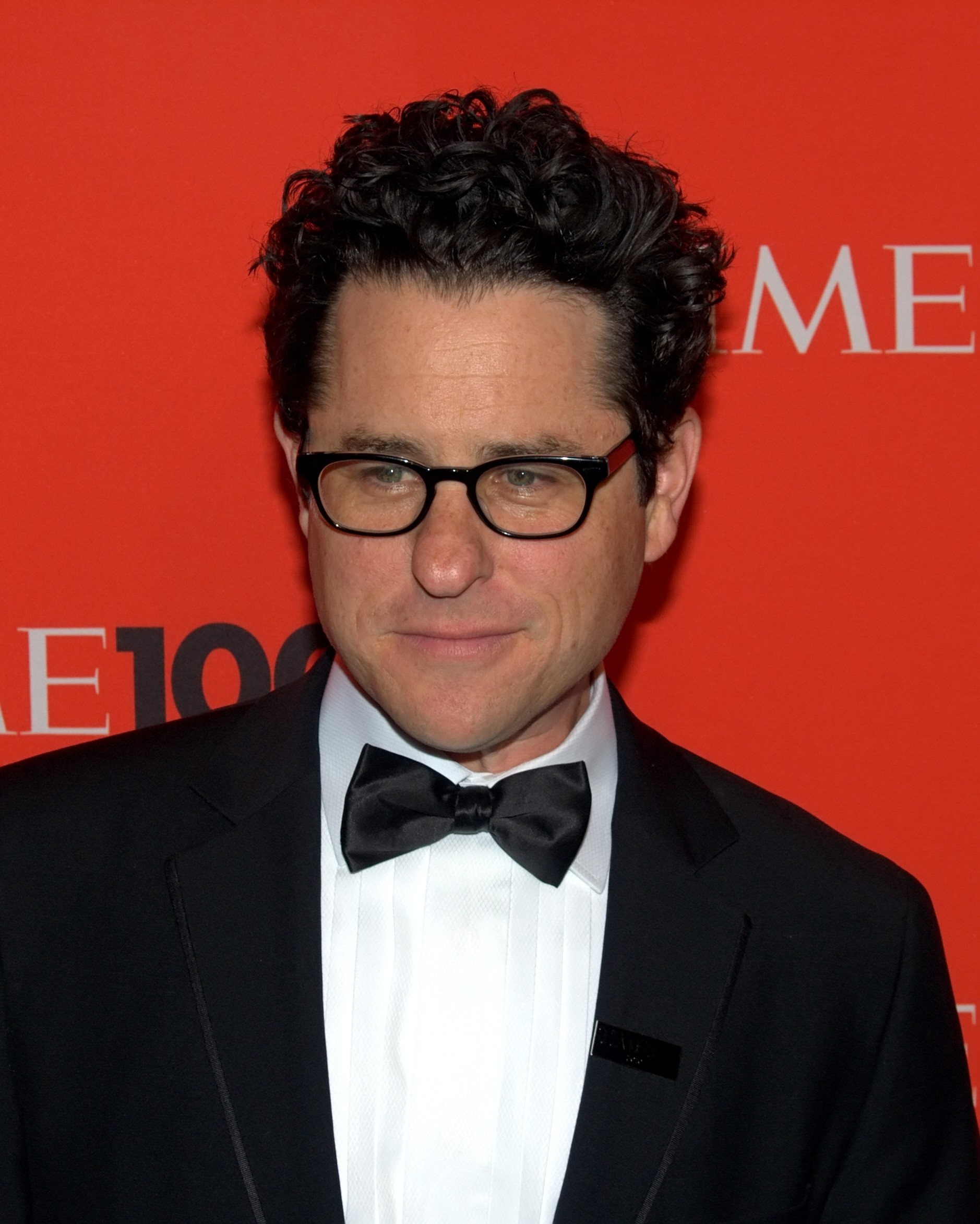
La serie è co-prodotta dalla Bad Robot Productions di J.J. Abrams

La Fox ordinò la produzione di un episodio pilota nel settembre 2010, affidata alla Warner Bros. Television e alla Bad Robot Productions, casa di produzione di J. J. Abrams. Oltre ad Abrams, figurano come produttori esecutivi anche Bryan Burk e Elizabeth Sarnoff, quest'ultima autrice della sceneggiatura insieme a Bryan Wynbrandt e Steven Lilien. Danny Cannon è invece il regista del pilot. In seguito, dopo la produzione dei primi episodi, Elizabeth Sarnoff, che ricopriva anche il ruolo di showrunner, fu sostituita nelle sue funzioni da Jennifer Johnson e Daniel Pyne, anche se continuò a supportare la produzione della serie come consulente.
J. J. Abrams, presentando la serie, spiegò che Alcatraz era stato concepito con caratteristiche che richiamano le serie episodiche, ovvero con episodi dalla forte trama verticale, anche se collegati da una ricca mitologia. Ogni episodio ha quindi un «caso della settimana» che si risolve nell'episodio stesso, ma nel prosieguo della serie emergono importanti domande che costituiscono la trama orizzontale; ciò per rendere gli episodi soddisfacenti anche ai telespettatori occasionali. La showrunner Jennifer Johnson dichiarò che il cuore della serie è essenzialmente un police procedural.

### Cast
Nella seconda metà di novembre 2010 Jorge Garcia fu il primo attore ad entrare a far parte del cast, per interpretare il ruolo del dottor Diego Soto. Garcia dichiarò che il suo personaggio, rispetto a quello di Hurley, interpretato in Lost, mantiene diversi aspetti umoristici, anche se nella sostanza si tratta di personaggi differenti. Quando Jorge Garcia venne ingaggiato, la sua fidanzata stava scrivendo un libro proprio sulla prigione di Alcatraz. Nelle settimane successive furono ingaggiati anche gli attori Sarah Jones, per interpretare il ruolo di Rebecca Madsen, presentata come una brillante e riflessiva agente di polizia; Jonny Coyne e Jason Butler Harner, per i ruoli del direttore del carcere ai tempi in cui i criminali erano rinchiusi e del suo spietato socio; Sam Neill, per il ruolo dell'agente Hauser; Parminder Nagra per interpretare la sua assistente Lucy; e Robert Forster, per il ruolo di una delle guardie carcerarie. L'ultimo membro del cast principale ad essere ingaggiato fu Santiago Cabrera, nel mese di gennaio, per il ruolo del fidanzato di Rebecca, anche lui poliziotto, Jimmy. Cabrera tuttavia non figurò più nel cast regolare dopo le riprese dell'episodio pilota.
Sarah Jones, in un'intervista, presentò la serie come un procedurale ibrido, dove i casi della settimana sono bilanciati dall'evoluzione dei personaggi e dall'arricchimento della mitologia. Sam Neill ebbe invece occasione di elogiare l'atmosfera inquietante dell'ex prigione, definita come un posto ideale in cui ambientare una serie mystery; mentre per Parminder Nagra si tratta di una serie allo stesso tempo snervante e intrigante.

### Riprese
Le riprese dell'episodio pilota si sono svolte nel mese di febbraio 2011 presso San Francisco, compresa l'isola di Alcatraz, e nei pressi di Vancouver, nella Columbia Britannica, location principale della serie.

### Programmazione
Dopo aver visionato il pilot, la Fox approvò la produzione di una prima stagione completa il 10 maggio 2011. Il 1º dicembre 2011 fu annunciato che la serie avrebbe debuttato nei palinsesti televisivi statunitensi il 16 gennaio 2012.

## Accoglienza

### Ascolti
La première della serie registrò un'audience soddisfacente, raccogliendo negli Stati Uniti 10.051.000 telespettatori, pari a circa il 9% di share. Tuttavia, gli ascolti scesero durante il corso della stagione, il cui finale fu seguito da 4.780.000 spettatori, pari a una percentuale di rating/share di 1,6/4 nella fascia di riferimento 18-49 anni.

### Critica
Nel mese di giugno 2011, ai Critics' Choice Television Awards Alcatraz fu selezionata come una delle nuove serie televisive più promettenti della stagione televisiva 2011-2012; mentre il 20 luglio 2011 l'episodio pilota destò reazioni mediamente positive tra il pubblico e la critica televisiva al Comic-Con di San Diego, dove venne proiettato in anteprima.
Secondo Variety, Alcatraz è una serie che, al pari di Fringe e Person of Interest, è dotata di una fantastica premessa, dotata di potenzialità che offrono ai produttori materiale per sviluppare molte stagioni. Per il New York Times si tratta di una coraggiosa innovazione nella ricca collezione di police procedural che intasano i palinsesti televisivi; mentre secondo il Wall Street Journal la serie non delude gli spettatori, dotati di una mente avida di sapere, che in precedenza hanno seguito fiction come Lost, 4400 e The Event. Altre testate, come Time e USA Today, misero in luce alcune somiglianze con Fringe e non si dimostrarono particolarmente colpite dai primi episodi, anche se evidenziarano margini di miglioramento.

## Trasmissione internazionale
In Canada Alcatraz venne trasmessa dall'emittente Citytv dal 16 gennaio 2012, in contemporanea con la Fox. In Spagna fu trasmessa il giorno seguente la programmazione statunitense, dal 17 gennaio 2012, dall'emittente TNT España. Lo stesso giorno debuttò anche in Francia attraverso i canali on demand dell'emittente TF1. Nell'America Latina esordì il 22 gennaio 2012 sul network Warner Channel. In Italia venne trasmessa dal 30 gennaio 2012 sul canale pay Premium Crime, della piattaforma Mediaset Premium. In Australia debuttò nei primi mesi del 2012 sulla rete Nine Network; mentre nel Regno Unito fu invece trasmessa da Watch, canale della piattaforma UKTV, dal mese di marzo 2012.